# Братя Кираджиеви
Братя Кираджиеви (на английски: Kiradjieff brothers) са македонски българи, емигранти в САЩ, ресторантьори и изобретатели на т. нар. чили от Синсинати. Това са Аргир, Иван и Атанас, синове на Костадин (Дине) Василев – Кираджията от Песяк, легален деец на ВМОРО. Преди да емигрират в Америка, те са български общественици в Южна Македония, дейци на екзархийското църковно и просветно дело в Хрупища, участници в Първата световна война в редовете на Българската армия.

## История
Братя Кираджиеви израстват в южномакедонския град Хрупища, тогава в Османската империя, в българско семейство. Баща им Дине, освен че е член на ВМОРО, активно участва в развитието и напредъка на Екзархийското училищно-черковно дело. След Балканските войни от 1912 - 1913 година и попадането на областта в границите на Кралство Гърция, отказва да посещава гръцката черква. По това време трима от братята  Аргир, Иван и Атанас емигрират в България, а оттам в Америка. Най-малкият от четиримата братя Илия Кираджиев (1892-1982) остава в родния край, като през Първата световна война служи в редовете на Българската армия, а през Втората световна война е сред поддръжниците на Охрана.
Атанас (Том) Кираджиев (р. 1892) по времето на Първата световна война служи в българската армия. През 1917 година е освободен и се премества в София, където работи известно време като счетоводител. По-малкият му брат Иван (р. 1895) също служи в Българската армия и през 1921 година те заедно се установяват в Съединените щати.
Първоначално двамата се заселват в Ню Йорк, където известно време продават „хотдог“, но скоро след това се прехвърлят в Синсинати при брат им Аргир (р. 1880). В Хрупища той заема позицията на ковчежник на Хрупищката българска община, но към 1918 година се установява в Синсинати, където разработва собствена бакалия. Тримата развиват собствен бизнес като през 1922 г. изобретяват специфичен специалитет, представляващ лютива яхния с месо и подправки (гъст сос), поднасяна със спагети или като пълнеж на хотдог, т. нар. чили от Синсинати.
През същата 1922 година отварят собствен ресторант, наречен „Емпрес чили“, след което бизнесът им потръгва. По това време се връщат обратно в България и си намират съпруги българки. Според вестник Народен глас, към 1933 година братя Кираджиеви са сред най-успешните българи в Синсинати, собственици на голям и модерен за времето си ресторант в центъра на града.
Аргир и съпругата му не се адаптират към живота в Америка и заради това в началото на 40-те години на XX век се връщат обратно в Македония. Междувременно „Емпрес чили“ се развива до верига ресторанти, като през 1959 година те създават нов вид услуга за „драйв-ин“ ресторанти. Джон умира през 1953 г., а Том през 1960 г. По-късно веригата постепенно запада под ръководството на роденият през 1930 г. син на Атанас – Асен (Джо) Кираджиев. Той продава последният ресторант през 2009 година.
През 2019 г. старият Асен Кираджиев, който е участник в Корейската война е интервюиран по специален проект за американски ветерани, обособен към Американския фолклорен център при библиотеката на Конгреса. В интервюто той определя родителите си като българи, а Македония като част от България.

## Галерия
- Иван Кираджиев и най-малкият му брат Илия в българска военна униформа
- Български войници през Първата световна война. Иван Кираджиев е трети от ляво надясно
- Реклама от Синсинати, публикувана на български. Един от подписаните партньори е Иван Кираджиев
- Иван Кираджиев със съпругата си Мила Гандева в Париж
- Иван Кираджиев, позирайки в ресторанта си Емпрес чили в Синсинати
- Реклама с Аргир Кираджиев, публикувана в българския емигрантски вестник „Народен глас“